# Pol der Unzugänglichkeit (Antarktis-Forschungsstation)
Koordinaten: 82° 6′ 0″ S, 54° 58′ 0″ O

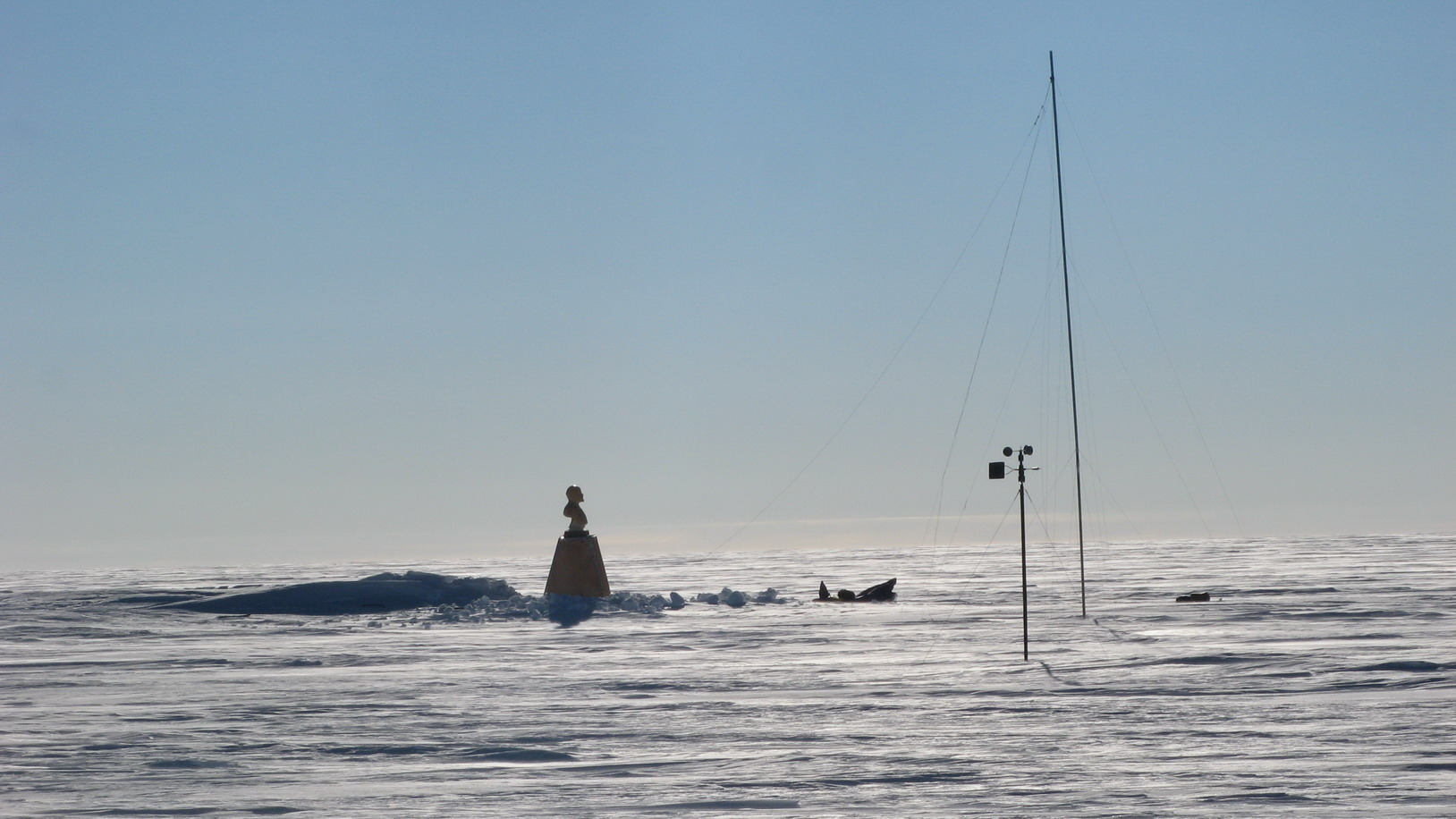
Station im Januar 2007

Die Station Pol der Unzugänglichkeit (russ.: Полюс недоступности, transkribiert als Poljus Nedostupnosti) war eine sowjetische Forschungsstation in der Ostantarktis, deren Überreste sich am namensgebenden Pol der Unzugänglichkeit befinden.
Die Station lag auf 3800 m und ist 463 km vom geographischen Südpol und rund 600 km von der ehemaligen sowjetischen Forschungsstation Sowjetskaja entfernt.
Die Forschungseinrichtung wurde 1958 für meteorologische Beobachtungen bzw. Messungen im Rahmen der dritten sowjetischen Antarktis-Expedition im Internationalen Geophysikalischen Jahr eingerichtet und vom 14. bis 26. Dezember 1958 betrieben. Sie bestand aus drei Hütten, darunter einer kleinen Schutzhütte für vier Personen und einfachen Bauten für Funk- und Messanlagen sowie Elektronik. Die in der Umgebung der Station durchgeführten Beobachtungs- und Forschungsarbeiten erfolgten in großen Teilen von Laborfahrzeugen aus.
Heute ist von der Station außer einer Leninbüste und einer Gedenktafel nur noch ein Gebäude vorhanden, das jedoch vom Schnee schon fast vollständig begraben wurde. Der Ort ist heute als historische Stätte Nr. 4 unter den Schutz des Antarktisvertrags gestellt.